# Piotr Szuca
Piotr Roman Szuca – polski matematyk, doktor habilitowany nauk matematycznych, profesor Uniwersytetu Gdańskiego, specjalista od funkcji rzeczywistych.

## Kariera naukowa
w 2002 roku został zatrudniony na Uniwersytecie Gdańskim, gdzie w 2004 roku na jego Wydziale Matematyki, Fizyki i Informatyki uzyskał stopień doktora nauk matematycznych w zakresie matematyki na podstawie rozprawy pt. Punkty stałe odwzorowań typu Darboux, której promotorem był prof. Tomasz Natkaniec. W 2012 roku ten sam wydział nadał mu stopień doktora habilitowanego nauk matematycznych w dyscyplinie matematyki na podstawie pracy pt. Zbieżność ideałowa ciągów i jej zastosowania w teorii funkcji rzeczywistych i kombinatoryce.